# هامونه الیسیوم

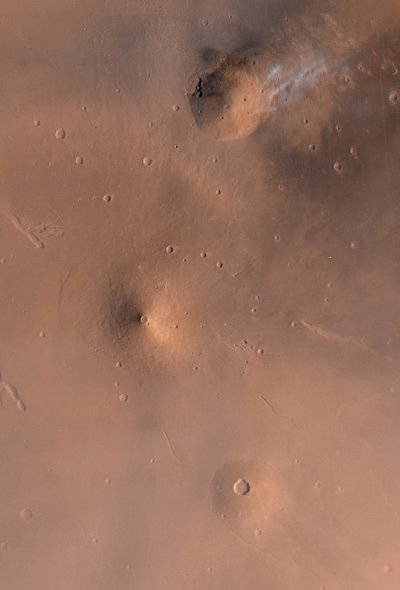
آتشفشان‌های الیسیوم، از بالا به پایین: گنبدوار هکاته، کوه الیسیوم، گنبدوار آلبور.

هامونهٔ الیسیوم (Elysium Planitia)، پس از کوه تارسیس دومین منطقهٔ بزرگ آتشفشانی در کرهٔ بهرام (مریخ) است.
آتشفشان‌های این هامونه از شمال به جنوب عبارتند از گنبدوار هکاته، کوه الیسیوم و گنبدوار آلبور.
عکسی که فضاپیمای مارس اکسپرس در سال ۲۰۰۵ از هامونهٔ الیسیوم گرفت نشانگر آنست که سطح آن ممکن است با یخاب پوشیده با خاکستر پوشیده شده‌باشد.
حجم این یخ را ۸۰۰ در ۹۰۰ کیلومتر با ژرفای ۴۵ متر برآورد می‌کنند (همانند حجم و ژرفای دریای شمال).
دانشمندان این یخ‌پهنه را بازمانده‌ای از سیل‌ها و سیلان‌های گدازه‌ها در میان شکاف‌های گوداله سربروس می‌دانند که در حدود ۲ تا ۱۰ میلیون سال پیش رخ داده‌است.

## نگارخانه

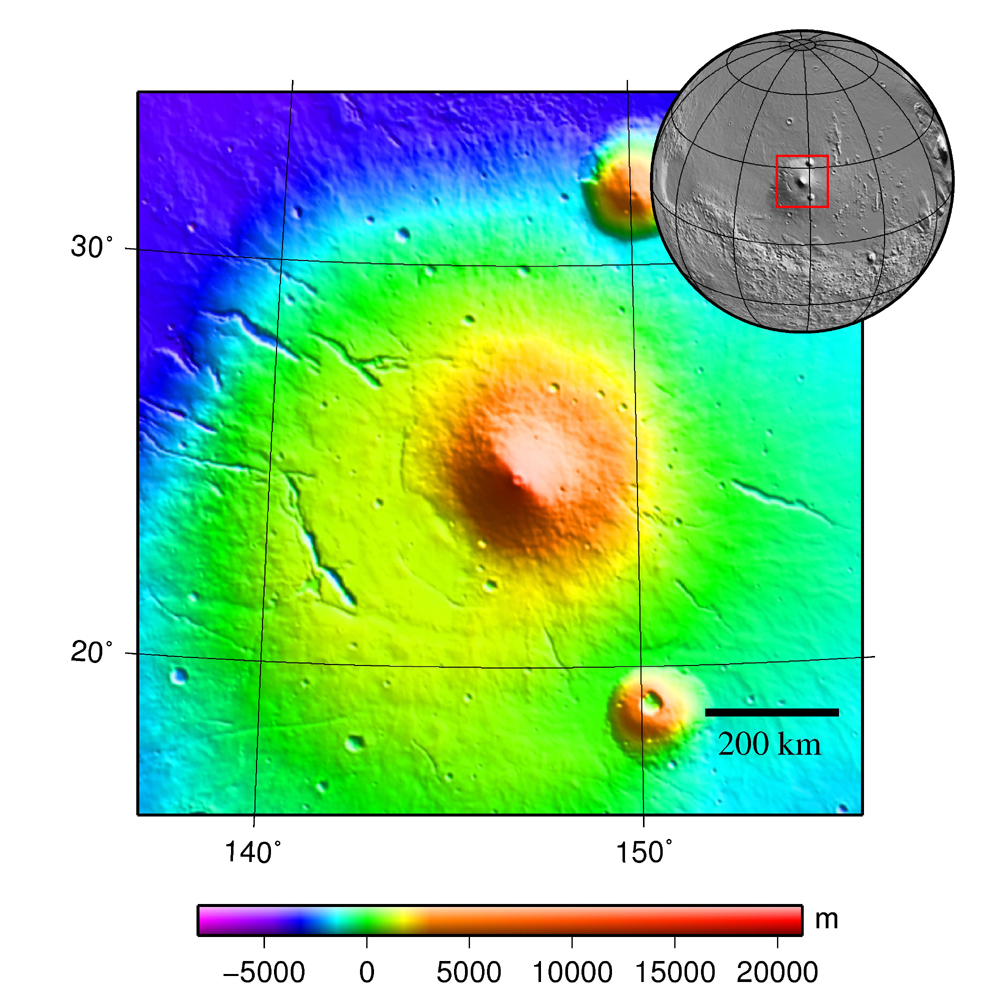
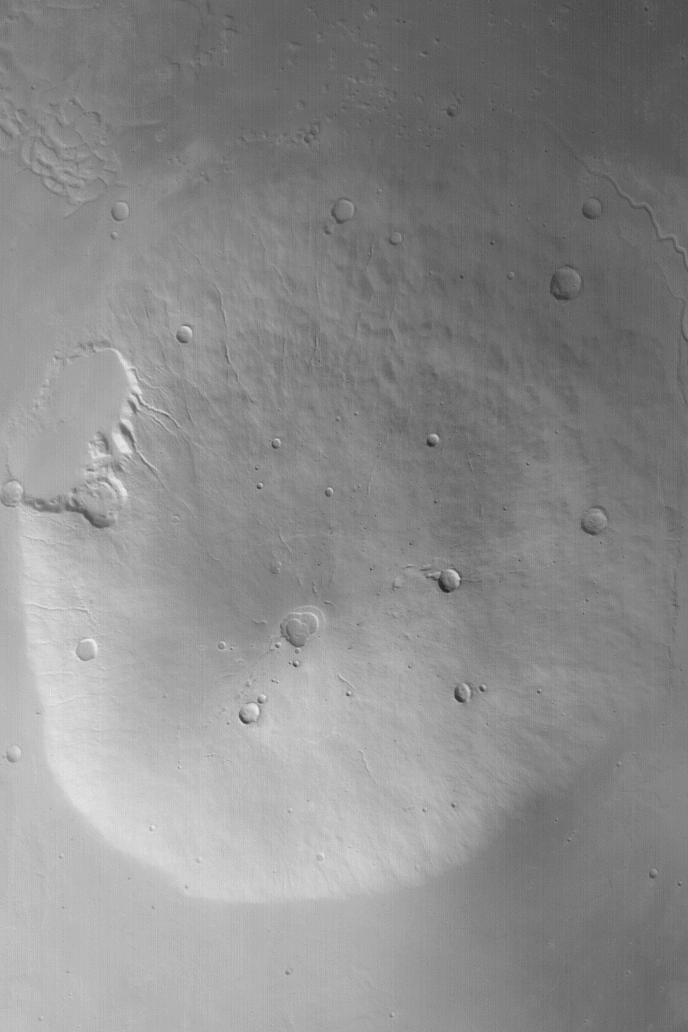
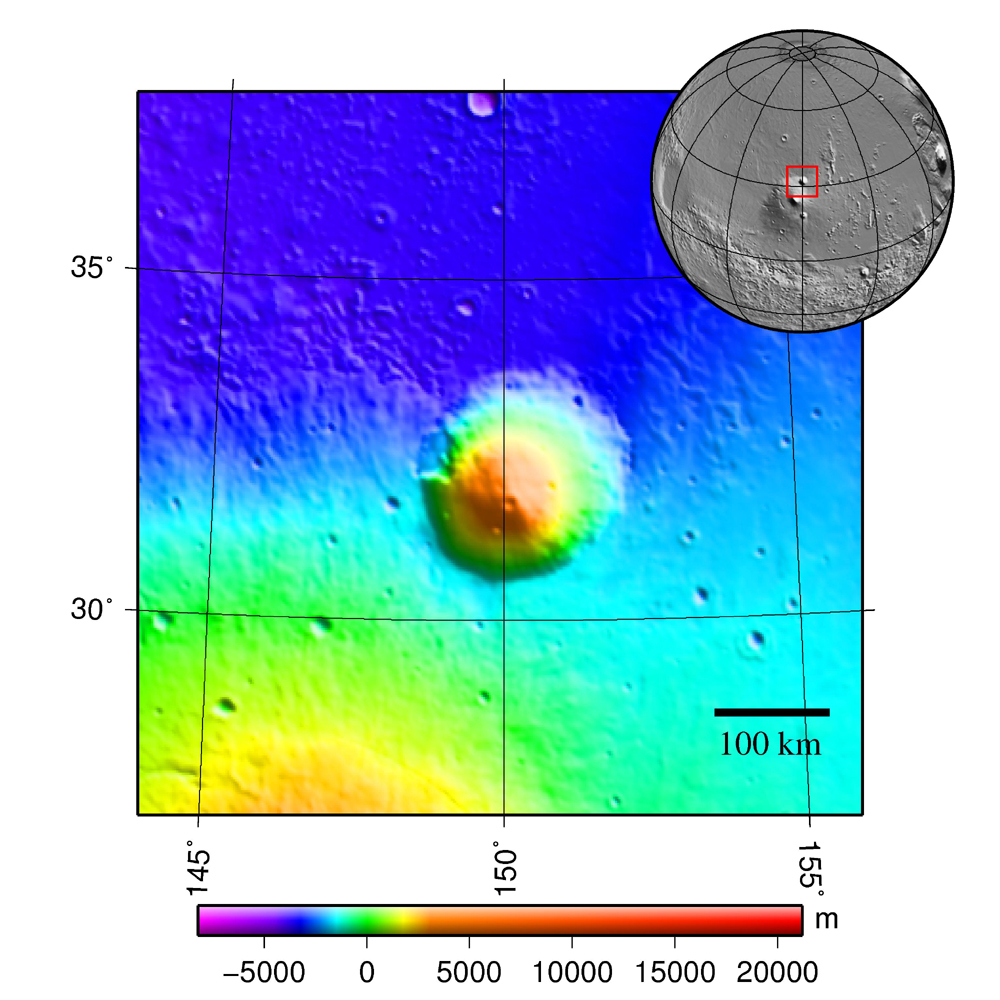
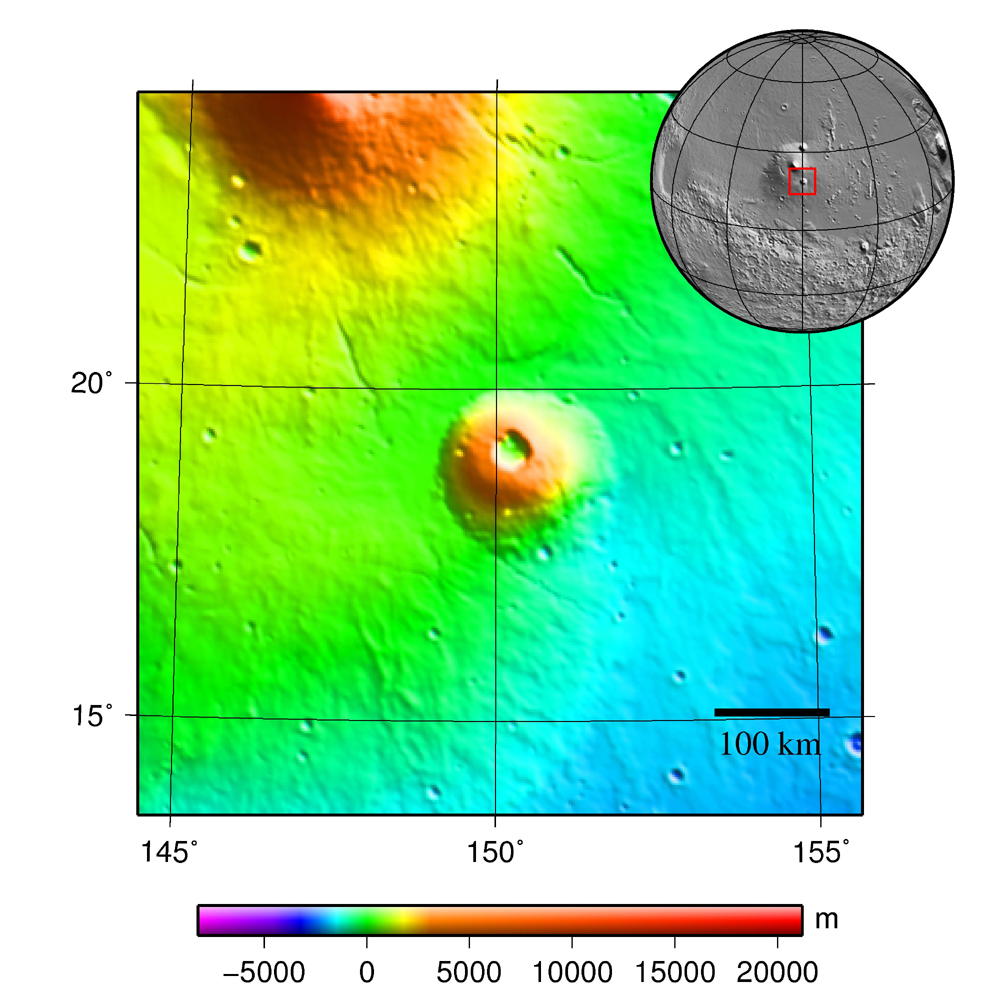